# Philipp Fabricius
Philipp Platter genannt Fabricius (* vor 1608 in Müglitz, Markgrafschaft Mähren; † nach 1628) war böhmischer Kanzleisekretär und einer der drei Überlebenden des Zweiten Prager Fenstersturzes 1618.
Fabricius, Enkel des Dichters und Philosophen Georg Fabricius (1516–1571), war Magister. Er war Sekretär der königlich-böhmischen Hofkanzlei, Geheimer Sekretär der Statthalterei in Prag und Landesunterkämmerer der königlichen Leibgedingestädte. 1608 wurde er mit dem Zusatz „von Rosenfeld“ nobilitiert.
Nach dem Fenstersturz erhielt er am 24. März 1623 mit Diplom in Regensburg die zusätzliche Erhebung in den Reichs- und den alten böhmischen Ritterstand mit dem Prädikat „und Hohenfall“ sowie am 3. August 1628 in Prag das böhmische Bestätigungsdiplom. Sein Adelsname Philipp Fabricius von Rosenfeld und Hohenfall findet sich bei seinen Nachkommen in verkürzten Schreibformen.